# パブリシティ
パブリシティ（英: publicity）は、メディアに対する情報提供を介した、公衆への情報発信手法である。PR活動の一種。
個人・組織がPRをおこなうには様々な方法がある。その1つがパブリシティである。パブリシティでは、プレスリリース等を介して企業とメディアのPRを構築し、メディアが自主的に情報を報じることでそれが公衆へと伝達される。第三者たるメディアの主体的な情報発信だと公衆からみなされるため、（報道がなされれば）有償広告と比べて公衆とのPRが確立しやすい。
フリーパブリシティは、広告とは異なりマスメディアに対して企業側（スポンサー）が代金を払わない活動であるといった文脈で、広告との対比で語られることが多いが、媒体を利用することが多いという共通点はあるものの、広告とはまったく異なる活動と考えるべきである。広告との本質的な相違は、代金の払う払わないという点よりも、媒体から発せられるメッセージが、企業や組織（広告の場合は広告主）が主体性をもって、その責任の上で発信されるもの（広告）か、媒体（報道機関）の主体性に基づき、その責任において発信されるものか、という点にある。
プレスリリース配布や記者会見を行い、新聞やテレビの中のニュースで報道されるものである。これはニュースパブリシティといわれる。必ずしもメディアに取り上げられるとは限らない。取捨選択はメディア側が行うのである。
その他、サービス・パブリシティ、経済パブリシティ、製品パブリシティ、ラジオ・テレビ・パブリシティがある。
ペイドパブリシティはメディア側に代金を払いPR活動を行う、記事広告やタイアップなどである。